# Elektrolit
Elektrolít je snov, ki pri raztapljanju ali taljenju disociira na ione ter s tem postane električno prevodna. Ker jih v splošnem sestavljajo ioni v raztopini, so znani tudi kot ionske raztopine.
Elektroliti so v splošnem kisline, baze in soli.
Elektrolit je koncentriran, če je v njem visoka koncentracija ionov, in razredčen, če je ta nizka. Če disociira na ione velik delež topljenca, pravimo, da je elektrolit močan, če pa le manjši del, pa šibek.
Lastnosti elektrolitov raziskujemo z elektrolizo, s katero lahko izločimo sestavne elemente in spojine v raztopini.
V vodnih raztopinah kislin so prisotni oksonijevi ioni.
V vodnih raztopinah baz so prisotni hidroksidni ioni.